# Kacze opowieści. Poszukiwacze zaginionej lampy
Kacze opowieści. Poszukiwacze zaginionej lampy (ang. DuckTales: The Movie – Treasure of the Lost Lamp) – film pełnometrażowy nawiązujący do kreskówki Kacze opowieści. Światowa premiera filmu odbyła się 3 sierpnia 1990 roku. Został on wyprodukowany przez studia, które tworzyły wcześniej serial animowany Kacze opowieści.
W Polsce film był wyświetlany w kinach jednocześnie z emisją serialu w telewizji. 11 marca 2007 roku i 23 marca 2008 roku został wyemitowany ponownie w telewizji Polsat z dubbingiem kinowym. Ta sama wersja jest emitowana również na kanale Disney Channel.
Premiera w polskich kinach odbyła się 26 lipca 1991 roku z dystrybucją ITI Cinema. 
Film wydany na VHS i DVD w Stanach Zjednoczonych, Wielkiej Brytanii, Niemczech, Australii.

## Fabuła
Film rozpoczyna się od sceny, w której kaczory przemierzają pustynię w poszukiwaniu skarbu znajdującego się w starożytnej piramidzie Collie Baby. Znajdują skarb, jednak wkrótce po tym zły czarodziej Merlock zabiera całe znalezisko z nadzieją, że znajdzie tam lampę ze spełniającym życzenia dżinem. Jedyną rzeczą, którą udało się zatrzymać kaczorom, jest jednak właśnie ta lampa. Po powrocie do Kaczogrodu Tasia przypadkiem odkrywa jej czarodziejskie właściwości. Dżin spełnia wszystkie życzenia Sknerusa, ale Merlock nie daje za wygraną. O lampę toczy się prawdziwa bitwa.

## Obsada (głosy)
- Alan Young – Sknerus McKwacz
- Rip Taylor – Dżin
- Russi Taylor – 
  - Hyzio,
  - Dyzio,
  - Zyzio,
  - Tasia
- Christopher Lloyd – Merlock
- Richard Libertini – Dijon
- Terence McGovern – Śmigacz
- Joan Gerber – pani Dziobek
- Chuck McCann – Cezar
- June Foray – pani Piórko

## Wersja polska
Wersja polska: Studio Opracowań Filmów w Warszawie

Reżyseria: Maria Piotrowska

Tekst: Krystyna Skibińska-Subocz

Dźwięk: Alina Hojnacka-Przeździak

Montaż: Gabriela Turant-Wiśniewska

Kierownik produkcji: Mieczysława Kucharska

Wystąpili:
- Eugeniusz Robaczewski – Sknerus McKwacz
- Tadeusz Borowski – Dżin
- Joanna Wizmur – Hyzio
- Miriam Aleksandrowicz – Dyzio
- Ilona Kuśmierska – Zyzio
- Ewa Złotowska – Tasia
- Mariusz Leszczyński – Merlock
- Andrzej Gawroński – Dijon
- Marcin Sosnowski – Śmigacz
- Katarzyna Łaniewska – pani Dziobek
- Henryk Łapiński – Cezar
- Irena Malarczyk – pani Piórko

i inni.
Przekład piosenki: Filip Łobodziński
Śpiewał: Mieczysław Szcześniak